# Castiarina binotata
Castiarina binotata es una especie de escarabajo del género Castiarina, familia Buprestidae. Fue descrita científicamente por Saunders en 1871.